# Koerheuvel
De Koerheuvel is een heuvel in de gemeente Rhenen in de Nederlandse provincie Utrecht. De heuvel ligt ten westen van Rhenen op de komgrens en maakt deel uit van de stuwwal Utrechtse Heuvelrug. Ten noordwesten ligt de Thymse Berg in het bosgebied van de Lijster eng en in het zuidwesten ligt de Donderberg. De stuwwal eindigt aan de oostzijde van Rhenen met de Laarschenberg en de Grebbeberg/Heimenberg.
De heuvel is 51 meter hoog. Vanwege zijn steilheid is hij geliefd bij sportfietsers. De beklimming via het Paardenveld is de steilste klim van de Heuvelrug. Aan de basis begint hij met een helling van 5%, in het tweede deel loopt het stijgingspercentage op tot 8%.
Op de heuvel is, in 1935, de watertoren De Koerheuvel gebouwd.

## Geschiedenis
In de prehistorie werd de heuvel gebruikt als grafveld. Uit die tijd zijn de gevonden bronzen emmer (situla) van bijna 50 cm hoog, diverse bronzen voorwerpen, vierwielige wagens en andere objecten afkomstig. Deze vondsten komen uit een zogenaamd koningsgraf, het Vorstengraf van Rhenen. Ten westen hiervan lag nog een ander, groter grafveld.